# Kościół Narodzenia Najświętszej Marii Panny w Lubiniu
Kościół klasztorny opactwa benedyktynów pw. Narodzenia Najświętszej Marii Panny w Lubiniu – rzymskokatolicki kościół parafialny w Lubiniu. Miejsce pochówku księcia Władysława Laskonogiego.

## Historia
Według jednej z możliwych interpretacji klasztor miał być ufundowany przez króla Bolesława II Śmiałego około 1070 roku. Jednak wygnanie władcy pociągnęło za sobą upadek fundacji. Została ona wznowiona przez możnowładczy ród Awdańców przy możliwym zaangażowaniu Bolesława Krzywoustego. W 1145 roku odnotowano konsekrację ołtarza, co jest jedyną źródłową wzmianką odnoszącą się do romańskiego kościoła. W 1231 roku został tu pochowany książę Władysław Laskonogi w specjalnie wybudowanej kaplicy. W kościele przez wiele lat mieściło się opactwo benedyktynów.

## Architektura i wystrój
Kościół lubiński w swojej XII-wiecznej architektonicznej formie nawiązywał do wcześniejszej siostrzanej fundacji benedyktyńskiej w Mogilnie. Obecny barokowy kształt kościoła pochodzi z XVIII w., do dzisiaj jednak zachowały się w nim partie z wcześniejszych epok. Romańskie (z XII w.) są fundamenty i dolna część wieży, mur ściany południowej do wysokości 8 m z przyległym fragmentem muru kamiennego. Wzniesiono je z kwadr granitowych oraz piaskowca. W stylu gotyckim w XV i XVI w. wybudowano zasadniczą część wieży, jak również wyższe partie nawy, prezbiterium i zakrystię oraz szczyt od strony wschodniej.

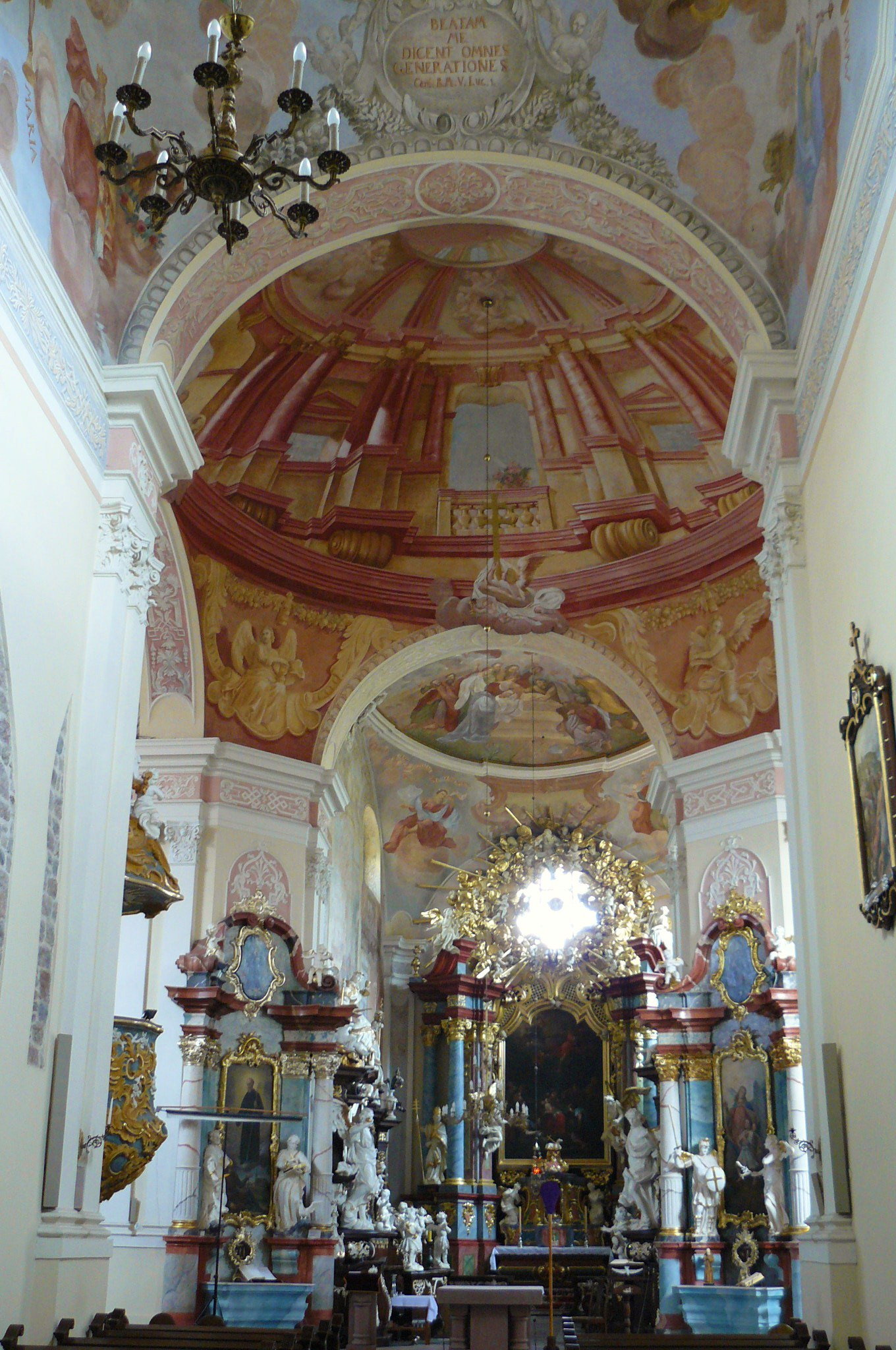
Wnętrze świątyni

Wnętrze kościoła, utrzymane w stylu barokowym, jest jednym najcenniejszych przykładów sztuki sakralnej w Wielkopolsce.
W nawie nakrytej sklepieniem kolebkowym podczas ostatniej renowacji częściowo odsłonięto i pozostawiono fragmenty romańskich murów kamiennych. Na ścianach późnorenesansowe nagrobki Andrzeja i Stanisława Chrzczonowskich (opata lubińskiego i jego brata) oraz opata Pawła Chojnackiego (wszystkie z XVI w.) i szlachcica Adama Bielewskiego (początek XVII w.).
Po prawej stronie nawy kaplica Pana Jezusa z barokowym drewnianym ołtarzem z 1700 r. w kształcie winorośli, sarkofagiem Bernarda z Wąbrzeźna oraz płytą nagrobną Władysława Laskonogiego z XIII w.
W prawym ramieniu transeptu kaplica Matki Boski Różańcowej z otoczonym kultem obrazem Matki Boskiej Lubińskiej z XVII w. (wizerunek w typie Matki Boskiej Śnieżnej).
Lewe ramię transeptu stanowi kaplica św. Benedykta z obrazem świętego z ok. 1800 r. pędzla Leonarda Hempla. Na rogu kaplicy i nawy rokokowa ambona w kształcie jaskółczego gniazda z XVIII w.
W prezbiterium ołtarz główny z lat 1730–1738 z obrazem Paula Trogera przedstawiającym narodzenie Najświętszej Marii Panny. Ołtarz jest otoczony wieloma rzeźbami m.in. papieży Leona I i Grzegorza I, Baranka, aniołów, a nad obrazem wznosi się rozbudowana kompozycja rzeźbiarska, ukazująca Trójcę Świętą.
Po bokach stalle z ok. 1730–1738 roku z warsztatu Jana Jerzego Urbańskiego, zwieńczone około 50 rzeźbami, w tym Ecclesii (alegorii Kościoła), króla Dawida i ojców Kościoła św. Hieronima, św. Grzegorza Wielkiego, św. Ambrożego, św. Augustyna. Przy stallach znajduje się też rokokowy tron opacki z baldachimem.
Na uwagę zasługuje też polichromia pokrywająca wszystkie sklepienia kościoła, wykonana w latach 1730–1740 przez bliżej nieznanego malarza benedyktyńskiego z Bawarii o nazwisku Gross lub Croft. Malowidła są głównie treści maryjnej, przedstawiają m.in. scenę Wniebowzięcia (nad prezbiterium), sześć cnót Marii (skrzyżowanie nawy z transeptem), koronację Matki Boskiej (prawe ramię transeptu) i triumf Marii jako Królowej Nieba jadącej na wozie (nawa).
Rozporządzeniem Prezydenta RP z dnia 9 grudnia 2009 r. zespół opactwa benedyktynów wraz z kościołem klasztornym NMP został uznany za pomnik historii.